# Phylloniscus braunsi
Phylloniscus braunsi là một loài chân đều trong họ Titaniidae. Loài này được Purcell miêu tả khoa học năm 1903.